# Arneštovice
Arneštovice (deutsch Arnestowitz) ist eine Gemeinde in Tschechien. Sie liegt 13 Kilometer nordwestlich von Pelhřimov und gehört zum Okres Pelhřimov.

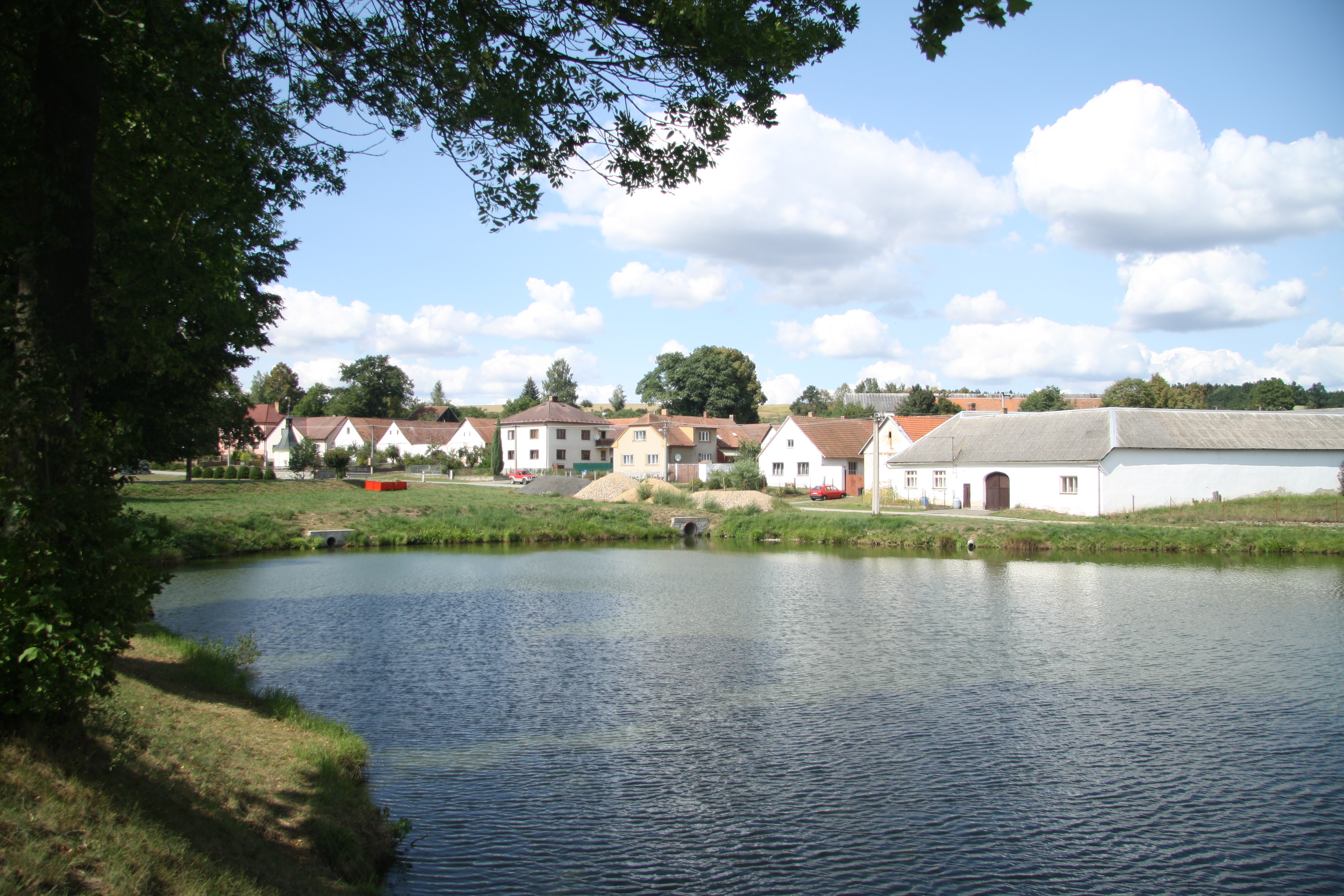
Ortsansicht

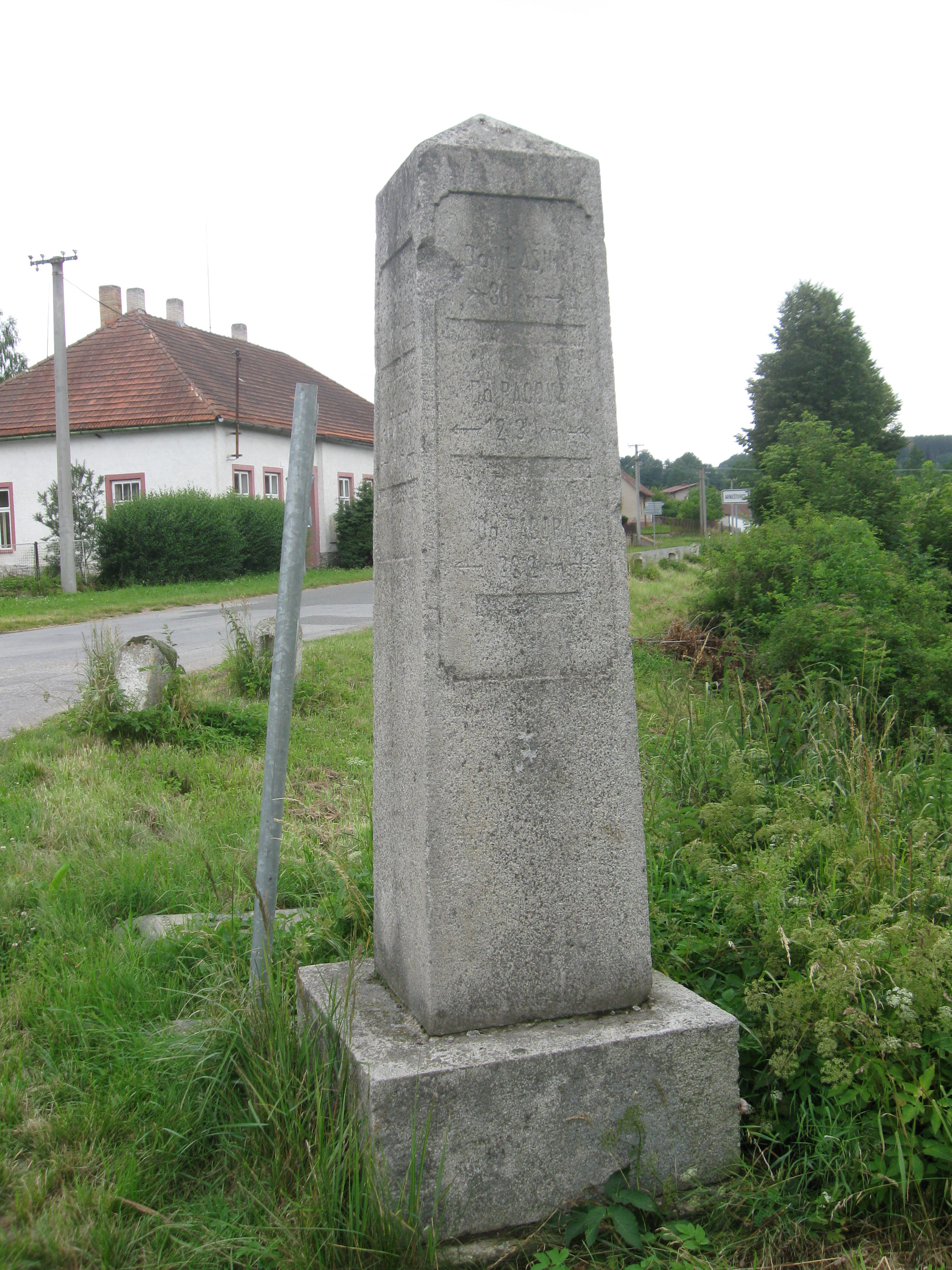
Historischer Wegweiser

## Geographie
Arneštovice befindet sich in einem Seitental linksseitig der Trnávka in der Želivská pahorkatina, einem Teil der Böhmisch-Mährischen Höhe. Nördlich liegen die Hügel Vystrkov (565 m) und Radějov (576 m).
Nachbarorte sind Košetice im Norden, Číhovice und Jiřičky im Nordosten, Křelovice im Osten, Červená Řečice im Südosten, Rovná, Vítovice und Hořepník im Süden, Kyjov und Lesná im Südwesten, Dobroměřice und Radějov im Westen sowie Krasolesí im Nordwesten.

## Geschichte
Die erste urkundliche Erwähnung von Arnosstowicze erfolgte im Jahre 1403. Der Ort war ursprünglich Teil der dem Erzbistum Prag gehörigen Herrschaft Řečice gewesen und gelangte dann in den Besitz von Ondřej Šafrán von Bělá, der ihn 1403 an das Vyšehrader Kapitel verkaufte. Ungeklärt ist die Herkunft des Ortsnamens, die sich sowohl von einem Lokator Arnešt oder dem Prager Erzbischof Ernst von Pardubitz herleiten lässt. Möglicherweise handelt es sich bei den früher am Dorfplatz befindlichen vier Teichen, um die vom Chronisten Benesch von Weitmühl genannten Teiche, die der Bischof bei Řečice anlegen ließ.
Nach der Zerstörung des Vyšehrad durch die Hussiten ging der Ort in den Besitz der Herren von Loutkov über und ist seit 1457 als Teil der benachbarten Herrschaft Loutkov nachweisbar. 1539 erwarb Hynek von Žampach und Potštejn die Herrschaft Hořepník einschließlich Loutkov. Nachfolgende Besitzer waren die Skuhrovský von Skuhrov, Kekulé von Stradonitz und Španovský von Lisov. 1639 verkaufte Joachim Španovský seinen Besitz an Humprecht Račínov von Račín auf Hrádek und in der Mitte des 17. Jahrhunderts wurden die Martinic Besitzer von Arneštovice.
Auf der 1720 von Johann Christoph Müller gefertigten Karte des Königreiches Böhmen ist das Dorf als Arneschtowitz verzeichnet. 1757 verkaufte Josef Graf Martinic die nach dem Brand des Schlosses Loutkov vereinigte Herrschaft Loutkov-Hořepník an die Kongregation des Hl. Ludwig von Montfort. Nach den Josephinischen Reformen erfolgte 1777 der Zusammenschluss mit dem Welschen Spital in Prag.
Bis 1751 gehörte der Ort zum Bechyňer Kreis und danach bis 1850 zum Táborer Kreis. 1791 erwarb Wenzel Bechin, Ritter von Lazan die Herrschaft Hořepník. Weitere Besitzer waren ab 1804 Josef Erben, ab 1807 Anton Ritter von Petz, ab 1813 Ignaz Löffelmann, ab 1820 Anton Rombald und ab 1836 Josef Pistorius. Nach der Aufhebung der Patrimonialherrschaften wurde Arneschtowicze eine selbständige Gemeinde und trug ab 1854 den offiziellen Namen Arnoštovice. Ab 1868 gehörte das Dorf zur Bezirkshauptmannschaft Pelhřimov und ab 1918 zum Bezirk Pelhřimov. Sitz des Bezirksgerichtes war von 1850 bis 1949 Pacov und danach Pelhřimov. Der Name des Ortes wurde 1886 in Arneštovice geändert, um Verwechslungen mit der damals ebenfalls selbständigen Gemeinde Arnoštovice zu vermeiden. 1907 hatte der Ort 245 Einwohner. 1976 erfolgte die Eingemeindung nach Košetice. Seit 1990 ist Arneštovice wieder selbständig.

## Gemeindegliederung
Für die Gemeinde Arneštovice sind keine Ortsteile ausgewiesen.

## Bevölkerungsentwicklung
| Jahr      | 1869 | 1880 | 1890 | 1900 | 1910 | 1921 | 1930 | 1950 | 1961 | 1970 | 1980 | 1991 | 2001 | 2011 | 2021 |
| --------- | ---- | ---- | ---- | ---- | ---- | ---- | ---- | ---- | ---- | ---- | ---- | ---- | ---- | ---- | ---- |
| Einwohner | 237  | 245  | 247  | 245  | 259  | 265  | 217  | 180  | 165  | 154  | 101  | 88   | 81   | 88   | 87   |

## Sehenswürdigkeiten
- Kapelle der Jungfrau Maria am Dorfplatz, erbaut 1848
- Nischenkapelle am Weg nach Hořepník, erbaut 1927 anstelle eines Vorgängerbaus von 1868
- Nischenkapelle am Weg nach Jiřičky, errichtet 1902